# Château-Chervix
Château-Chervix é uma comuna francesa na região administrativa da Nova Aquitânia, no departamento de Alto Vienne. Estende-se por uma área de 51,05 km². Em 2010 a comuna tinha 811 habitantes (densidade: 15,9 hab./km²).